# Chile na Letnich Igrzyskach Olimpijskich 1968
Chile na Letnich Igrzyskach Olimpijskich 1968, reprezentowane było przez 21 sportowców (19 mężczyzn i 2 kobiety). Był to 12. start reprezentacji w historii letnich igrzysk olimpijskich.

## Reprezentanci

### Boks
Mężczyźni
- Guillermo Velásquez
  - waga kogucia - 33. miejsce

- Luis Muñoz
  - waga lekka - 17. miejsce

- Enrique González
  - waga lekkopółśrednia - 17. miejsce

- Luis González
  - waga półśrednia - 17. miejsce

- Honorio Borquez
  - waga lekkośrednia - 17. miejsce

- Misael Vilugrón
  - waga średnia - 16. miejsce

### Jeździectwo
Mężczyźni
- Guillermo Squella
  - ujeżdżenie indywidualnie - 16. miejsce

- Antonio Piraíno
  - ujeżdżenie indywidualnie - 20. miejsce

- Patricio Escudero
  - ujeżdżenie indywidualnie - 22. miejsce

- Guillermo Squella, Antonio Piraíno, Patricio Escudero
  - ujeżdżenie drużynowo - 6. miejsce

### Lekkoatletyka
Mężczyźni
- Iván Moreno
  - bieg na 100 m – odpadł w eliminacjach
  - bieg na 200 m – odpadł w eliminacjach

- Jorge Grosser
  - bieg na 1500 m – nie ukończył

- Ezequiel Baeza
  - maraton – 36. miejsce

- Patricio Saavedra
  - bieg na 110 m przez płotki – odpadł w eliminacjach

- Juan Santiago Gordón
  - bieg na 400 m przez płotki – odpadł w eliminacjach

- Rolf Hoppe
  - rzut oszczepem – 24. miejsce

Kobiety
- Carlota Ulloa
  - bieg na 80 m przez płotki – odpadła w eliminacjach

- Rosa Molina
  - pchnięcie kulą – 12. miejsce

### Strzelectwo
Mężczyźni
- Juan Enrique Lira
  - trap - 15. miejsce

- Pedro Estay
  - trap - 20. miejsce

- Nicolas Atalah
  - skeet - 6. miejsce

- Jorge Jottar
  - skeet - 7. miejsce